# Mosteiro de Iranzu

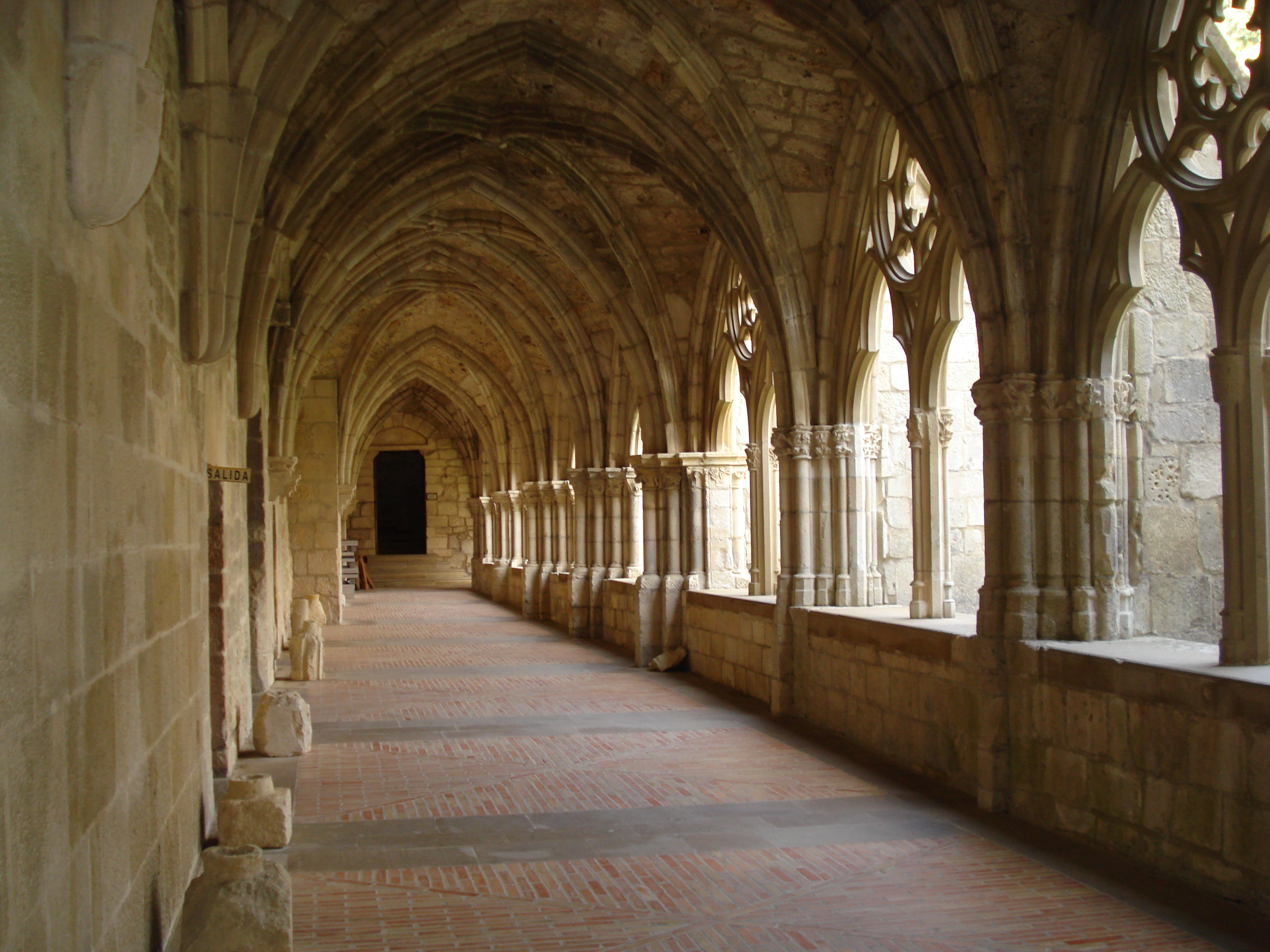
Claustro

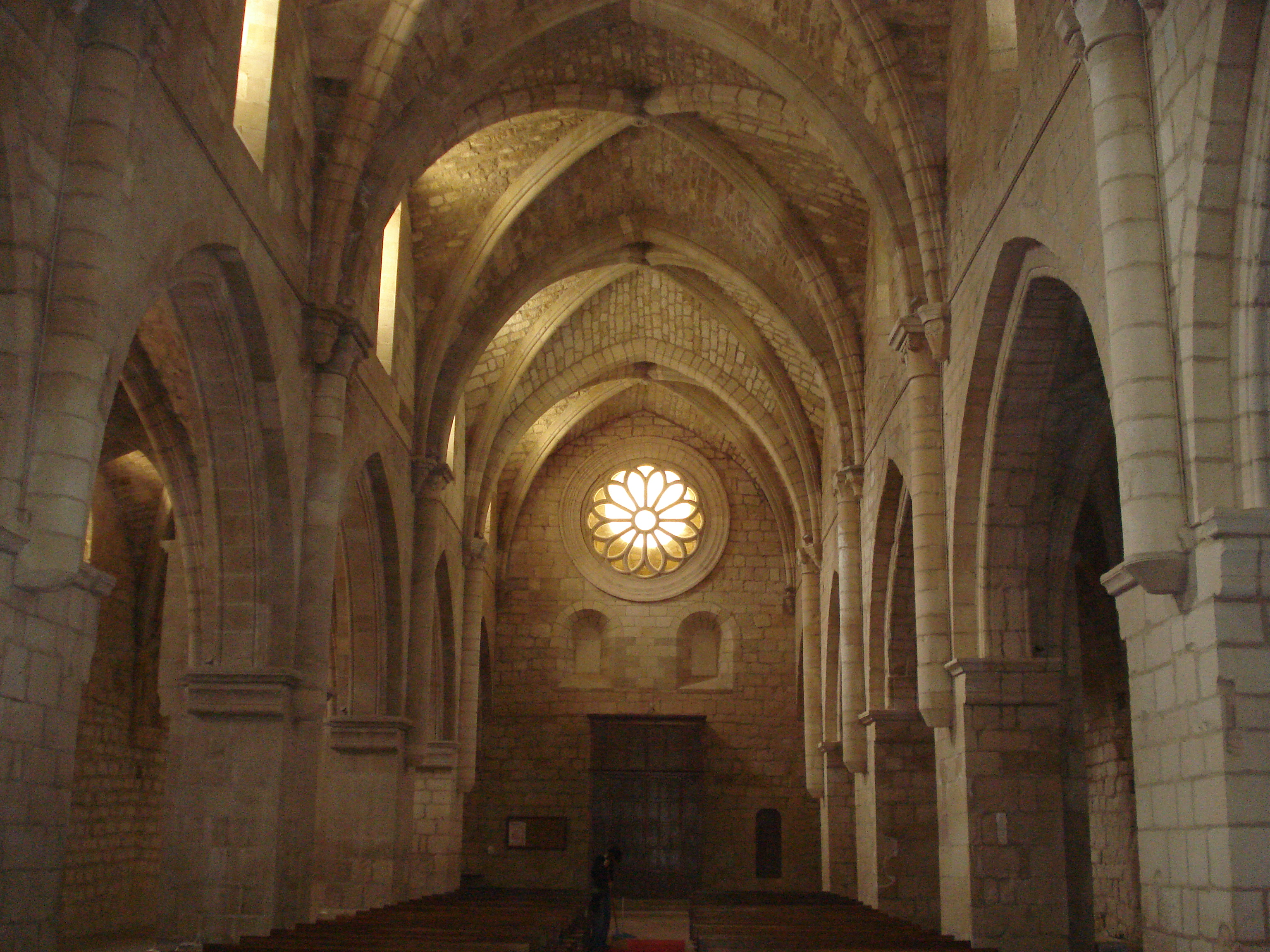
Igreja

O Mosteiro da Real Santa Maria de Iranzu é um mosteiro católico romano localizado em Abárzuza, Navarra, Espanha. Foi fundado por Pedro de Artajona no final do século XII, sendo o local de sepultamento de Artajona após sua morte em 1193. A Ordem Cisterciense teve uma grande participação na sua construção ao longo do século XII. Foi dissolvido em 1839 e confiscado pelo Estado. Foi abandonado e tornou-se em ruínas até 1942, quando o Governo Provincial de Navarra o remodelou. Um ano depois, uma comunidade dos Padres Teatinos foi estabelecida ali. A igreja de estilo cisterciense foi construída durante o século XII. O claustro é parcialmente cisterciense (século XII) e parcialmente gótico (séculos 13-14). Outras peças renascentistas menores foram adicionadas durante o século XVII.